# Camillo Boito
Camillo Boito (ur. 30 października 1836 w Rzymie, zm. 28 czerwca 1914 w Mediolanie) – włoski architekt i inżynier, krytyk i historyk sztuki oraz pisarz.

## Życiorys
Brat pisarza Arrigo Boito.